# マリオゴルフ
マリオゴルフ（MARIO GOLF）は、任天堂発売のゴルフゲームシリーズでマリオが登場するものを指す。
『ゴルフJAPANコース』、『ゴルフUSコース』、『マリオオープンゴルフ』では、プレイヤーが操作可能なキャラクターがマリオとルイージだけ（ただし、ゴルフUSコースには隠しキャラクターが存在する）という、一見本格的なゴルフゲームであったが、『マリオゴルフ64』以降は、マリオシリーズに登場する数々のメインキャラクターたちやオリジナルのキャラクターがそれまでのマリオシリーズに出てきた場所などでゴルフ、または、ミニゲームなどを楽しむゲームになっていった。
2004年発売の『マリオゴルフGBAツアー』から長らく続編が発表されていなかったが、2014年にニンテンドー3DS専用ソフト『マリオゴルフ ワールドツアー』が発売され、2021年には据え置き機としては18年ぶりとなるNintendo Switch用ソフト『マリオゴルフ スーパーラッシュ』が発売された。

## シリーズ一覧
| 1987 | ゴルフJAPANコース             |
| 1987 | ゴルフUSコース                |
| 1988 |                               |
| 1989 |                               |
| 1990 |                               |
| 1991 | マリオオープンゴルフ          |
| 1992 |                               |
| 1993 |                               |
| 1994 |                               |
| 1995 |                               |
| 1996 |                               |
| 1997 |                               |
| 1998 |                               |
| 1999 | マリオゴルフ64                |
| 1999 | マリオゴルフGB                |
| 2000 |                               |
| 2001 |                               |
| 2002 |                               |
| 2003 | マリオゴルフ ファミリーツアー |
| 2004 | マリオゴルフGBAツアー         |
| 2005 |                               |
| 2006 |                               |
| 2007 |                               |
| 2008 |                               |
| 2009 |                               |
| 2010 |                               |
| 2011 |                               |
| 2012 |                               |
| 2013 |                               |
| 2014 | マリオゴルフ ワールドツアー   |
| 2015 |                               |
| 2016 |                               |
| 2017 |                               |
| 2018 |                               |
| 2019 |                               |
| 2020 |                               |
| 2021 | マリオゴルフ スーパーラッシュ |

数値は全て日本のもの。
| タイトル                      | 発売日        | ハード                                  | 販売本数           |
| ----------------------------- | ------------- | --------------------------------------- | ------------------ |
| ゴルフJAPANコース             | 1987年2月21日 | ファミリーコンピュータ ディスクシステム | 74万（内書換1万）  |
| ゴルフUSコース                | 1987年6月14日 | ファミリーコンピュータ ディスクシステム | 56万（内書換19万） |
| マリオオープンゴルフ          | 1991年9月20日 | ファミリーコンピュータ                  |                    |
| マリオゴルフ64                | 1999年6月11日 | NINTENDO 64                             | 47万本             |
| マリオゴルフGB                | 1999年8月10日 | ゲームボーイカラー                      | 22万本             |
| マリオゴルフ ファミリーツアー | 2003年9月5日  | ニンテンドー ゲームキューブ             | 19万本             |
| マリオゴルフGBAツアー         | 2004年4月22日 | ゲームボーイアドバンス                  | 9万本              |
| マリオゴルフ ワールドツアー   | 2014年5月1日  | ニンテンドー3DS                         | 13万本             |
| マリオゴルフ スーパーラッシュ | 2021年6月25日 | Nintendo Switch                         | 31万本             |

## ゴルフJAPANコース
『ゴルフJAPANコース』（FAMILY COMPUTER Golf JAPAN COURSE）は、1987年2月21日に発売されたディスクシステム用ソフトであり、初のディスクファックス対応青色ディスクとして発売された。
タイトルにマリオの名前を冠していないが、プレイヤーキャラクターは説明書の記載どおりマリオであり、ソフトパッケージにもマリオが描かれている。2コントローラープレイヤーの場合はルイージになる。また、1人用モードである「マリオ マッチ プレイ」では、対戦相手として「COMP 1」が登場する。
システムはファミコンの初代『ゴルフ』を踏襲しており、コースを一新してバンカーの種類が増えるなどしている。
電話回線を利用したネットワーク通信によるゲーム大会「ファミリーコンピュータ・ゴルフトーナメント」が発売から同年4月30日まで開催された。これはディスクファックスで任天堂に成績データを送ってランキング登録することで順位を決めるものだった。10万人の参加見込みに対して、最終的には13万4302名が参加し、上位100名には記念の盾と上位100名を含む5,000名には「ゴールデン・ディスクカード」が贈られた。

## ゴルフUSコース

### 概要
『ゴルフUSコース』（FAMILY COMPUTER Golf US COURSE）は、JAPANコースの続編としてディスクファックス対応青色ディスクとして発売された。当初は1987年4月21日発売予定だったが6月14日に延期された。
前作よりグラフィック周りが大幅に変更された。具体的にはマリオの服装が星条旗を思わせるスタイルに変更され、プレイ画面もJAPANコースに比べて広くなった。そのためティーグランド全体を把握するためにはBボタンを押しながら十字ボタンの下で切り替えを行う必要がある。
このゲームも前作同様、電話回線を利用したネットワーク通信によるゲーム大会が発売日の1987年6月14日から同年8月31日まで開催され、ディスクファックスで任天堂に成績データを送ってランキング登録することができた。7月19日時点で43,000名が参加し、上位ランキング者にはトロフィーと上位者含む10,000名には金メッキが施された景品用の『パンチアウト!!』が贈られた。

### コース
JAPANコースの続編。前作に比べ、コースの難易度がUPしている。

### キャラクター
各プレイヤーはそれぞれ赤、緑、青、オレンジ色のマリオを操作する。名前表記は無し。

## マリオオープンゴルフ

### 概要
『マリオオープンゴルフ』（MARIOOPEN GOLF）は、海外でも発売された『マリオゴルフ』。表記がアルファベットと算用数字、カタカナだけとなっているため、コース名も英語表記となっている。1人でストロークモードをする場合には、コースによって定められた規定スコア（2 - 18オーバー）を超えた時点で（途中でも）ゲームオーバー、という条件が課せられているため、それ以下のスコアでクリアすることが求められている（ただし、裏技で条件をある程度緩和することが可能）。
この作品においては、ルイージはルイジと表記される。また、マリオのキャディーとしてピーチが、ルイージのキャディーとしてデイジーがそれぞれ登場しており、2人の王冠をつけていない姿が見られる。
2007年7月24日からWiiのバーチャルコンソール、2012年8月10日からニンテンドー3DSのバーチャルコンソール、2014年1月15日からWii Uのバーチャルコンソールとして配信されている。2011年9月1日に、同年8月10日までにニンテンドー3DS本体を購入し、ニンテンドーeショップに接続をした人のみだけに与えられているアンバサダー・プログラムのファミコンの対象タイトルで本作が配信された。2018年10月10日からはNintendo Switchのサービスであるファミリーコンピュータ Nintendo Switch Onlineにて配信、同年11月14日には『マリオオープンゴルフ フルオープンバージョン』と題した特別版も配信された。

### コース
本作は他の作品に比べ、PAR5のホールの距離が非常に長い傾向にある。また海外版は日本版と違うコースレイアウトになっている。
1. JAPAN COURSE（日本）：ゲーム開始時唯一選べるコース。18オーバーになるとゲームオーバー。難易度が低く、初心者向けのコース。
2. AUSTRALIA COURSE（オーストラリア）：JAPAN COURSEをクリア（1人プレイストロークモードで）すると登場する（以降のコースは1人プレイストロークモードでそのコースをクリアすることで他のモードで選択できるようになる）。12オーバーになるとゲームオーバー。難易度はJAPAN COURSEよりわずかに高い。このコースをクリアするとビギナーからアマチュアになる。
3. FRANCE COURSE（フランス）：AUSTRALIA COURSEをクリアすると登場。8オーバーになるとゲームオーバー。
4. HAWAII COURSE（ハワイ）：FRANCE COURSEをクリアすると登場。4オーバーになるとゲームオーバー。5番ホールは奥にピンが切られると直線距離が790yにも達する。このコースをクリアするとアマチュアからセミプロになる。
5. UK COURSE（イギリス）：HAWAII COURSEをクリアすると登場。2オーバーになるとゲームオーバー。全体的にフェアウェイが小さく、さらに2オーバーでゲームオーバーという厳しい条件が課せられていることもあり、ゲーム内屈指の難易度を誇る他、歴代のゴルフゲームの中でも最難関コースの一つとして評価されている。全長は8412yととてつもなく長く、18番ホールは838yの距離があり、マリオゴルフシリーズに登場するPAR5としては最長の距離を誇る。このコースをクリアするとセミプロからプロフェッショナルになる。BGMは勇敢なるスコットランドがアレンジされたもの。
6. EXTRA COURSE（エクストラ）：JAPAN COURSEをクリアすることで選択できるようになるコース（2人プレイは1人プレイのストロークでAUSTRALIA COURSEまでクリアする必要がある）。プレイしたことのあるホールがランダムで出現する。8オーバーになるとゲームオーバー。なお、音楽はAUSTRALIA COURSEのものを使っている。

### キャラクター
この作品では、キャラクターによる能力の差はない。
- マリオ：1Pの操作キャラクター。
- ルイージ：2Pの操作キャラクターおよびマッチプレー（1人用）の対戦相手。前述のとおり、ゲーム中では「ルイジ」表記である。対戦相手としては一番弱い。
- スティーブ：海外版『NES Open Tournament Golf』に登場するマッチプレー（1人用）の対戦相手。ルイージより強く、マークより弱い。
- マーク：海外版『NES Open Tournament Golf』に登場するマッチプレー（1人用）の対戦相手。スティーブより強く、トニーより弱い。
- トニー：マッチプレー（1人用）の対戦相手。セミプロフェッショナル。
- ビリー：マッチプレー（1人用）の対戦相手。プロフェッショナル。

### 開発
のちに『ゼルダの伝説 ムジュラの仮面』などでディレクターを務める青沼英二がデザイナーとして本作のドット絵を描いていた。

### 評価
ファミリーコンピュータMagazineの読者投票による「ゲーム通信簿」での評価は以下の通り30点満点中21.97点となっている。
| 項目 | キャラクタ | 音楽 | お買得度 | 操作性 | 熱中度 | オリジナリティ | 総合  |
| 得点 | 4.00       | 3.45 | 3.79     | 3.77   | 3.62   | 3.36           | 21.97 |

## マリオゴルフ64
『マリオゴルフ64』（MARIO GOLF）は 1999年6月11日に発売されたNINTENDO64用ソフトであり、『マリオオープンゴルフ』の発売から8年ぶりとなるマリオゴルフシリーズ作品である。
同作はPlayStation用ソフト『みんなのGOLF』（1997年7月17日発売）を手掛けたキャメロットが製作を手がけており、同社にとってはNINTENDO64参入作となった。開発に当たっては、実際のゴルフコースのデザイナーに取材しており、コースデザインの設計思想が反映されている。
日本国内においては47万本、全世界での売り上げは147万本だった一方、キャメロット自身は「操作が難しくて、子どもからお年寄りまで遊べる作品とは言えない」と感じており、のちにその反省が『マリオテニス64』で生かされた。

## マリオゴルフ ファミリーツアー
『マリオゴルフ ファミリーツアー』（Mario Golf: Toadstool Tour）は、2003年9月5日に発売されたゲームキューブ用ソフトである。開発は引き続きキャメロットが担当した。
ボタン2回でショットできる「簡単ショット」など、初心者を意識した作りになっている一方、インパクトのタイミングが64版と比べてシビアになっている。ここまで、みんなのGOLFシリーズに近かった操作方法だったが、トップスピン、バックスピンの操作方法が64版に比べ変わった。また、リングショットなどのほかにも、2vs2で1つのボールを交互に打つ「ダブルス（一般的にはオルタネイトという）」や、「コインショット」などの新モードも追加された。「レギュラーティー」のほかに「バックティー」もある。前者より後者の方が距離と地形的に不利な作りになっている。さらに、エンディング後にはいわば裏面ともいえる「スタートーナメント」が出現する。スタートーナメントは、バックティーでのスタートとなり、風が総じて強く、ボールの転がりやすい「トーナメントグリーン」となる。前作からクラブセットが変更され、2番アイアンの代わりにアプローチウェッジが追加された。
全世界での売り上げは約127万本。

### コース
1. モンテカントリー：林間のコース。現実のゴルフコースでも見かけるようなスタンダードな地形となっており、ゲームに慣れるにはうってつけのコース。水辺があるホールが少ない上、最終ホール以外はティー付近に設置されているので意図的に水辺に打ち込むか、最終ホールで水辺越えに失敗しない限り、ウォーターハザードが起きることはない。また、トーナメントでは唯一絶対に風が吹かないため、チップインが格段に狙いやすい。
2. ビアンコレイク：美しい湖のコース。基本的なコース設計はモンテカントリーを少し難しくし、さらにコース途中に水辺を追加されたホールがあるため、闇雲にかっ飛ばすだけの戦法は危険になってくる。また、トーナメントではこのコースから風が吹く。
3. ジャンゴバレー：ジャンゴが大量に住み着いているコース。遺跡、砂漠といった独特のレイアウトが特徴でこのコースから本格的に難しくなる。舞台が砂漠である関係上、バンカー系の地形が非常に多く、他にも高低差や建物、巨大サボテンがプレイの障害になる中級者向けコース。
4. マーレビーチ：リゾート地に作られたコース。このコースから高速フェアウェイが登場する。舞台がリゾート地であるため、海辺が多く、大抵の場面でウォーターハザードの危険がある。他にもコースの起伏が激しく、特にアゴの高いバンカーが厄介。また全長も長く、海にボールを落としやすい地形など難易度は高い。13番ホールはバックティーの場合662yの距離があり、ショートカットしない場合は相当な遠回りをすることになる。上級者向け。
5. ピーチキャッスル：おなじみのピーチ姫の城に作られたコースで、このコースからマリオ要素がふんだんに組み込まれており、ワンワンや土管といった仕掛けが登場する。見た目の華やかさとは裏腹にエキスパートレベルと言っていいほど、高い難易度を誇るコースである。後半とロングホールは難易度が高いが、グリーンの傾斜が強いホールがそこまで多くない。8番ホールはPAR5でありながら直線距離が150 - 170y程度しかないため、飛距離があって弾道が高めのキャラクターならワンオンが狙いやすい（デフォルトキャラクターと装備クラブ無しでワンオン・ホールインワンが狙えるのはマリオとクッパとボスパックンのみ）。バックティーになるとPAR4でも、450y前後の距離がある（1、9、10、13、15番ホールなど）。
6. クッパワールド：暗黒の世界が舞台のコース。ボール周辺のライを荒らすドッスン、バッタン、近寄ったボールをよそに持っていくパックンフラワーなど数々の敵キャラクターがプレイを妨害してくる。コースの高低差や全長、レイアウトもピーチキャッスルとは比べ物にならないほど難易度が上がっており、技量と計算力は元より、どこに撃ちこめばいいかという高い計画性も求められる。また、一部のキャラクターはホールによってはバーディをとることさえ困難なため、最終コースに相応しい難易度を誇る超エキスパートコースである。1番ホールではレギュラーティーの場合、ティーグラウンドとピンまでの距離は50 - 60y程度しかないものの、高低差が40y近くあるために普通の方法ではワンオンができないが、デイジーやクッパを使いトレーニングモードで強い斜めのアゲンストにすればワンオンが可能になる。
7. ドンキージャングル：ジャングルに作られた全PAR3のコース。距離は短いもののほぼ全体が崖になっており、風をうまく読まなければあっという間にOBの奈落へ落ちてしまう。

### キャラクター
最初から使えるのはノーマルキャラクター12人（クッパまではキャラマッチの対戦順で、キャラマッチに勝てば、勝った相手をスターキャラでプレイできる。なお、隠しキャラクターの4人は使用可能条件を満たすだけでよい）。
なおスターキャラになるとノーマルキャラクターより飛距離が飛ばしやすくなる反面、ミートエリアが狭くなる（スターキャラになると飛ばせるキャラクターほど一気に狭くなる）。
| キャラクター名   | 飛距離 （ノーマル） | 飛距離 （スター） | 弾道   | 持ち球       | 備考・出現条件                                        |
| ---------------- | ------------------- | ----------------- | ------ | ------------ | ----------------------------------------------------- |
| ノコノコ         | 200y                | 230y              | ふつう | ドロー       | スターキャラでもミートエリアがほとんど狭くならない    |
| ピーチ           | 203y                | 235y              | ふつう | ストレート   |                                                       |
| ルイージ         | 206y                | 240y              | 低め   | フェード     |                                                       |
| ディディーコング | 207y                | 245y              | 高め   | ドロー       |                                                       |
| ヨッシー         | 208y                | 250y              | ふつう | ストレート   |                                                       |
| キャサリン       | 209y                | 255y              | 高め   | フェード     |                                                       |
| ワルイージ       | 209y                | 260y              | ふつう | ドロー       |                                                       |
| ワリオ           | 210y                | 265y              | 低い   | 強いフェード |                                                       |
| デイジー         | 213y                | 270y              | 高め   | ドロー       |                                                       |
| マリオ           | 212y                | 280y              | 高め   | ストレート   | 過去作から持ち球が変更されている                      |
| ドンキーコング   | 215y                | 285y              | 低め   | 強いフェード |                                                       |
| クッパ           | 217y                | 290y              | ふつう | 強いドロー   | 打法が両手打ちに変更されている                        |
| テレサ           | 208y                | 253y              | ふつう | 強いドロー   | メモリアルバッジを50枚集めると使用可能                |
| クッパJr.        | 211y                | 268y              | 低め   | ストレート   | バーディトライアルを全てクリアすると使用可能          |
| ニセマリオ       | 212y                | 275y              | 低め   | フェード     | リングショットを全コースクリアすると使用可能          |
| ボスパックン     | 220y                | 300y              | 高い   | ストレート   | ミニゲームのプラクティス3種を全てクリアすると使用可能 |

### 開発
『マリオゴルフ64』での反省から、初心者でもプレイしやすいようにするという方針がとられた。開発に当たっては「マリオのキャラクターらしいゴルフゲーム」というコンセプトと、家族で遊ぶというコンセプトが建てられたと同時に、ファンタジーとリアリティのバランスには細心の注意が払われた。また、任天堂側からはこれに加え、「風を感じられるようなゲームにしてほしい」、「空や緑の色、そして水の表現をマリオの世界に合わせてほしい」という注文が付けられた。たとえば水の表現の場合、キャメロット側は『スーパーマリオサンシャイン』を想定していたが、任天堂から却下されて驚いたと、宏之の弟で、プロデュースとゲームデザインを担当した高橋秀五は明かしている。音響面においても、実際のゴルフで生じる音を使うと味気なくなるため、ウォーターハザードの水音として、ガラスの灰皿を水中に落とした音を採用するといった施策がとられた。一方、従来のゴルフゲームにおいては淡々と打つことに重きを置いていたため、BGMなどがなかったのに対し、現実のゴルフではよりにぎやかであることと、高橋秀五自身が自分の番が来るまでぼんやり眺めていることが嫌いだったこともあり、コミュニケーション強化の観点からヤジが加えられた。
一方、本作にはゴルフに向いていないような体系のキャラクターもいるため、キャラクターの動きをつけるのには手間がかかった。
また、オープニングムービーは東南アジアのスタッフが手掛けているが、任天堂のチェックが一回で通るなどクォリティが高いと宏之は話しており、自分たちにはないハングリー精神によって高いハードルも乗り越えられたとみている。

## マリオゴルフGBAツアー

### 概要
『マリオゴルフGBAツアー』（Mario Golf: Advance Tour）は、マリオゴルフ ファミリーツアーとGBAケーブルを介して接続可能。経験値や新キャラクター、アイテムなどを持ち帰れる。メインモードは『マリオゴルフGB』の3年後という設定で、『マリオゴルフGB』に出てきた主人公キャラクターが各コースのクラブチャンピオンになっている。また、今作の主人公とライバルキャラクターはキッドの弟子という設定。GB版とは異なり操作可能なキャラクターやゲームモードが大幅に増えており、普通のゴルフゲームとしても楽しめる内容になっている。
GC版にあわせてバックティーが追加されたが、コースはそのものは『マリオゴルフGB』にほぼ準拠している。基本的にGBのティーはGBAツアーではレギュラーティーとなっているが、一部バックティーになっているコースもある。なお、ラストコースのキノココースのみ、新作コースとなっている。また、キノココースにはグリーン以外にノーマルコースとスターコースの区別がない。ストーリーをクリアすると、クイックゲームモードで裏面ともいえる「スタートーナメント」が出現する。これはGC版と同じルールであり、コースに仕掛けが加わる。性能の高いスペシャルクラブ（GBA版でのみ使用できる）をゲームショップの店頭で配信することができた。
2014年9月10日より、Wii Uのバーチャルコンソールにて配信されている。

### コース
4面までは、GB版とほとんど同じ。ただ、距離や仕掛けが変わっている。コースごとの風力の変化はGBA版のみとなっている。
1. マリオンクラブ：林間コース。フェアウェイが広く、最も簡単なコース。風は弱く、距離も短い。
2. パームクラブ：あちこちにあるヤシの木が行く手を阻む。たまに強い風が吹くことも。海や湖の水ポチャにも注意。距離はマリオンクラブと余り変わらない。
3. デューンクラブ：サボテンなどの障害物が多い。9番ホールは大きな湖の中に島があるのでショートカットが可能。
4. リンクスクラブ：荒地のコース。長い雑草「ヒース」や強風、高速フェアウェイなど自然を活かしたコースレイアウトになっている。
5. キノココース：ハプニングパネルで仕掛けを動かせたりできるホールもある。他にも仕掛けが多くある。16番ホールのバックティーは500y近い距離があるのにPAR4と、距離も長いホールも多い。
6. 仙人ショートコース：全PAR3のコース。フィールドミニゲームの「仙人ショートコース」をクリアすると出現する。

### キャラクター
育成できるキャラクター（能力はLv1のもの）
| キャラクター名 | 飛距離 | 弾道   | 持ち球     | 成長傾向                                     |
| -------------- | ------ | ------ | ---------- | -------------------------------------------- |
| ニール         | 205y   | ふつう | ドロー     | 弾道が高くなり、持ち球がドローになりやすい   |
| エラ           | 200y   | 高め   | ストレート | 弾道が低くなり、持ち球がフェードになりやすい |

それ以外のキャラクター
- マリオ、ピーチ、ヨッシー、ドンキーは、キャラマッチでそのキャラクターに勝利すると、スターキャラが使用可能になる。
- ルイージ、ワルイージ、ワリオ、クッパは、ノーマルキャラクターと同時にスターキャラも使用可能になる。

| キャラクター名 | 飛距離      | 弾道   | 持ち球       | 出現条件                             |
| -------------- | ----------- | ------ | ------------ | ------------------------------------ |
| マリオ         | 212y / 280y | 高め   | ストレート   | 最初から使用可能                     |
| ピーチ         | 203y / 235y | ふつう | ストレート   | 最初から使用可能                     |
| ヨッシー       | 208y / 250y | ふつう | ストレート   | 最初から使用可能                     |
| ドンキーコング | 215y / 285y | 低め   | 強いフェード | 最初から使用可能                     |
| ルイージ       | 206y / 240y | 低め   | フェード     | GC版で貯めた経験値を初めて持ち帰る   |
| ワルイージ     | 209y / 260y | ふつう | ドロー       | GC版でバーディバッジを27個以上集める |
| ワリオ         | 210y / 265y | 低い   | 強いフェード | GC版でバーディバッジを54個以上集める |
| クッパ         | 217y / 290y | ふつう | 強いドロー   | GC版でバーディバッジを81個以上集める |
| パッツ         | 215y        | 低め   | ドロー       | マッチプレイのダブルスで勝利         |
| ジョー         | 220y        | 高め   | ドロー       | マッチプレイのシングルスで勝利       |
| グレース       | 225y        | ふつう | ストレート   | マッチプレイのダブルスで勝利         |
| シェリー       | 230y        | 高め   | ストレート   | マッチプレイのシングルスで勝利       |
| ティニー       | 260y        | 高め   | ドロー       | マッチプレイのダブルスで勝利         |
| アゼリア       | 240y        | ふつう | フェード     | マッチプレイのシングルスで勝利       |
| ジーン         | 250y        | 低め   | フェード     | マッチプレイのダブルスで勝利         |
| キッド         | 270y        | ふつう | ドロー       | マッチプレイのシングルスで勝利       |

### クラブセットの種類
ゲーム中で手に入るオーダークラブチケットと引き替えか、店頭の通信で手に入れられる。ファミリーツアーでは連動の後で使用可能。
| クラブセット名            | 飛距離 | 高さ | 持ち球         | ミートエリア            | コントロール | スピン                                      | 入手方法                                             |
| ------------------------- | ------ | ---- | -------------- | ----------------------- | ------------ | ------------------------------------------- | ---------------------------------------------------- |
| とばしクラブ              | +10%   |      | +1アウト       |                         |              |                                             | オーダークラブチケットAと引き換えに 手に入れられる。 |
| ローボールクラブ          |        | -3   |                |                         |              | -1                                          | オーダークラブチケットAと引き換えに 手に入れられる。 |
| ハンドリングクラブ        |        |      | +3センター     |                         | -1           |                                             | オーダークラブチケットAと引き換えに 手に入れられる。 |
| ミートクラブ              |        |      | +1アウト       | +2                      |              |                                             | オーダークラブチケットAと引き換えに 手に入れられる。 |
| コントロールクラブ        |        |      | +1アウト       |                         | +2           |                                             | オーダークラブチケットAと引き換えに 手に入れられる。 |
| スーパーロークラブ        |        | -5   |                |                         |              | -2                                          | オーダークラブチケットBと引き換えに 手に入れられる。 |
| バックスピンクラブ        |        |      |                |                         | -1           | +2、 スーパーバックスピンの効果が大きくなる | オーダークラブチケットBと引き換えに 手に入れられる。 |
| ストレートクラブ          | -5%    |      | 常にストレート |                         |              |                                             | オーダークラブチケットBと引き換えに 手に入れられる。 |
| スーパーミートクラブ      |        |      | +2アウト       | +4                      | -1           |                                             | オーダークラブチケットBと引き換えに 手に入れられる。 |
| かっとばしクラブ          | +20%   | +1   | +2アウト       |                         | -1           |                                             | オーダークラブチケットCと引き換えに 手に入れられる。 |
| ロー&スピンクラブ         |        | -2   |                |                         | -2           | +2                                          | オーダークラブチケットCと引き換えに 手に入れられる。 |
| ロー&ハンドルクラブ       |        | -2   | +2センター     |                         |              |                                             | オーダークラブチケットCと引き換えに 手に入れられる。 |
| ミート&コントロールクラブ |        | +2   | +2アウト       | +2                      | +2           |                                             | オーダークラブチケットCと引き換えに 手に入れられる。 |
| スーパースピンクラブ      |        |      |                | -1                      | -2           | +4、 スーパーバックスピンの効果が大きくなる | オーダークラブチケットDと引き換えに 手に入れられる。 |
| ギャンブルクラブ          | +40%   | -2   | 常にストレート | 強制的に1（最小）に固定 | -2           |                                             | オーダークラブチケットDと引き換えに 手に入れられる。 |

#### 店頭の通信で手に入ったクラブセット
配信期間は、全て2004年である。ファミリーツアーでは使用不可。
| クラブセット名     | 飛距離 | 高さ | 持ち球         | ミートエリア | コントロール | スピン | 配信期間                      |
| ------------------ | ------ | ---- | -------------- | ------------ | ------------ | ------ | ----------------------------- |
| スペシャルクラブ1  |        |      |                | +4           | +4           |        | 5月1日 - 31日、10月1日 - 31日 |
| スペシャルクラブ2  | +10%   |      | +3センター     |              | +3           |        | 5月1日 - 31日、10月1日 - 31日 |
| スペシャルクラブ3  | +10%   | -3   |                | +3           |              |        | 5月1日 - 31日、10月1日 - 31日 |
| スペシャルクラブ4  |        | -2   | +2センター     | +2           | +2           | +2     | 6月1日 - 30日、10月1日 - 31日 |
| スペシャルクラブ5  | +10%   |      |                | +2           | +2           |        | 6月1日 - 30日、10月1日 - 31日 |
| スペシャルクラブ6  | +10%   | -3   | +3センター     |              |              | +2     | 6月1日 - 30日、10月1日 - 31日 |
| スペシャルクラブ7  | +10%   | -2   | +2センター     | +1           | +1           |        | 7月1日 - 31日、10月1日 - 31日 |
| スペシャルクラブ8  | +10%   |      | 常にストレート |              |              |        | 7月1日 - 31日、10月1日 - 31日 |
| スペシャルクラブ9  | +20%   | -2   |                |              |              | +6     | 7月1日 - 31日、10月1日 - 31日 |
| スペシャルクラブ10 |        | -3   | +5センター     |              |              | +4     | 8月1日 - 31日、10月1日 - 31日 |
| スペシャルクラブ11 | +20%   |      | +1センター     |              | +2           |        | 8月1日 - 31日、10月1日 - 31日 |
| スペシャルクラブ12 | +20%   | -1   |                | +2           |              |        | 8月1日 - 31日、10月1日 - 31日 |
| スペシャルクラブ13 |        |      |                | +3           | +3           | +3     | 9月1日 - 30日、10月1日 - 31日 |
| スペシャルクラブ14 | +20%   | -2   | +2センター     |              |              |        | 9月1日 - 30日、10月1日 - 31日 |
| スペシャルクラブ15 | +20%   |      |                | +1           | +1           | +1     | 9月1日 - 30日、10月1日 - 31日 |
| スペシャルクラブ16 | +30%   | -1   | +1センター     |              |              |        | 10月1日 - 31日                |

### ゴルファー育成システム

#### システムの説明
『マリオゴルフGB』、『マリオゴルフGBAツアー』ではゴルファーを育てることができた。ミニゲームをクリアしたり大会に出場したりしてRPG風に経験値を稼ぎ、レベルアップさせて強くしていくことができる。パラメータには飛距離、弾道の高さ、弾道の曲がり（ゲーム中では「もちだま」と呼ばれている）、ミートエリアの広さとコントロール、スピンの強さ（GBA版のみ）があり、割り振り方によっていろんなタイプのゴルファーに育つ。また、キャラクターによって飛距離が伸びやすい、コントロールを良く保ちやすいなど、パラメータの伸び方に差がつけられている。クラブによる能力の変化を踏まえて狙い通りに育てる必要がある。

#### 最大飛距離
この数値は目安の飛距離なので、風や高低差、打点などの影響を考慮していない。GBA版では、飛距離を最大まで上げたニールに入手可能な全てのドリンク系アイテムを使い、ギャンブルクラブのウッドを持たせてドライバーをパワーショットで打つ場合、（361+28）×1.4=544（小数点以下切り捨て）544×1.1=598（小数点以下切り捨て）で、598yとなる（GC版では計算式が違うため599y）。これはすべてのパー5で理論上はワンオンできることになる。

## マリオゴルフ ワールドツアー
『マリオゴルフ ワールドツアー』（MARIO GOLF WORLD TOUR）は2014年5月1日に発売されたニンテンドー3DS用ソフトであり、前作GBAツアーから10年ぶりの作品である。
当初は2013年夏に発売される予定だったが、後述するプリンセスクラブの作り込みに時間がかかるなど様々な事情により、2014年5月1日に変更された。また全世界のプレイヤーと対戦可能というシステムの都合上、各国にある任天堂の現地法人と協力の上、全世界での発売日がそろえられた
シリーズ初のインターネット対戦が追加され、世界中のプレイヤーとスコアを競うことが可能となった。
メインモードとしてミニゲーム調のマリオゴルフに加え、自分のMiiでピーチ姫主催のゴルフクラブを体験することができるプリンセスクラブの2つが用意されている。プリンセスクラブでは、ゲームのプレイを通じて通貨「プリンセスコイン」を稼ぎ、ゴルフ用具やゴルフウェアを購入する形で自分のMiiをグレードアップさせることができる。

## CM
- 伊武雅刀 - 『マリオゴルフ64』、『マリオゴルフGB』の2作でCM出演。
- 関根勤 - 『マリオゴルフ ファミリーツアー』、『マリオゴルフ スーパーラッシュ』の2作でCM出演。